# Baugeois
Das Baugeois ist eine französische Teillandschaft im Anjou, die das Gebiet des ehemaligen Arrondissements Baugé bezeichnet.

## Geschichte
Im 16. Jahrhundert war die Stadt Baugé ein zentraler Verwaltungsmittelpunkt für einen Raum, der über den Norden des heutigen Départements Maine-et-Loire hinaus bis nach Château-la-Vallière im heutigen Département Indre-et-Loire und Le Lude im  heutigen Département Sarthe reichte. Zum eigentlichen Baugeois wird heute jedoch nur noch das Gebiet derjenigen Kantone gezählt, die im Rahmen einer für ganz Frankreich vorgenommenen Gebietsreform im Jahr 1790 im Arrondissement Baugé zusammengefasst wurden. Dies waren die ehemaligen Wahlkreise Kanton Baugé-en-Anjou, Kanton Beaufort-en-Vallée, Fougeré, Jarzé, Kanton Longué-Jumelles, Mazé, Kanton Noyant, Mouliherne, Kanton Seiches-sur-le-Loir und Vernoil. Die Kantone Fougeré, Jarzé, Mazé, Mouliherne und Vernoil wurden aber schon 1801 wieder aufgelöst und das Gebiet auf die verbliebenen verteilt. Im Jahr 1806 wurde dem Arrondissement Baugé der Kanton Durtal zugeschlagen. Das Arrondissement bestand bis zum Jahr 1926. Seitdem gehören die Kantone des Baugeois zu den Arrondissements Saumur und Angers.

## Sehenswürdigkeiten
Einige der Dorfkirchen gehören zu den Höhepunkten der Baukunst im Anjou. Charakteristisch sind dabei die gedrehten Türme, die manche der Kirchen aufweisen.  
Diese "Gedrehten Kirchtürme" (clochers tors) findet man in:
- Fontaine-Guérin
- Fougeré
- Jarzé
- Mouliherne
- Pontigné und
- Le Vieil-Baugé

Die Altstadt von Baugé hat einen etwas morbiden Charme, während das Schloss zu einem modernen multimedialen Museum ausgebaut wurde. Auch Beaufort-en-Vallée weist eine kleine, aber pittoreske Altstadt und ein Museum auf. Das Château de Montgeoffroy bei Mazé gehört zu den bekannteren Anlagen im Loire-Gebiet. 
Hie und da finden sich im Baugeois Ruinen alter Festungen, aber auch Dolmen aus keltischer Zeit.

## Freizeit und Tourismus
Das Baugeois ist kein Zentrum des Fremdenverkehrs und hat nur im Süden, bei Le Ménitré, Anteil am Loire-Tourismus. Auch sonst sind jedoch gute Unterkünfte oder einfache Gites rurales und auch Campingplätze zu finden. In den charakteristischen ausgedehnten Eichenwäldern bieten sich gute Wandermöglichkeiten, mehrere Fernwanderwege durchqueren das Gebiet.
In sportlicher Hinsicht ist ein breites Angebot zu finden. Nicht vergessen werden darf die regionale Version des Boulespiels, das Boule de Fort, das mit Ausdauer gepflegt wird. Die Wurzeln dieses Spiels können bis weit ins Mittelalter zurückverfolgt werden.